# Vänstervriden tornsnäcka
Vänstervriden tornsnäcka (Marshallora adversa) är en snäckart som först beskrevs av Montagu 1803.  Vänstervriden tornsnäcka ingår i släktet Marshallora, och familjen Triphoridae. Arten är reproducerande i Sverige.